# Sinti-Kinder von Mulfingen

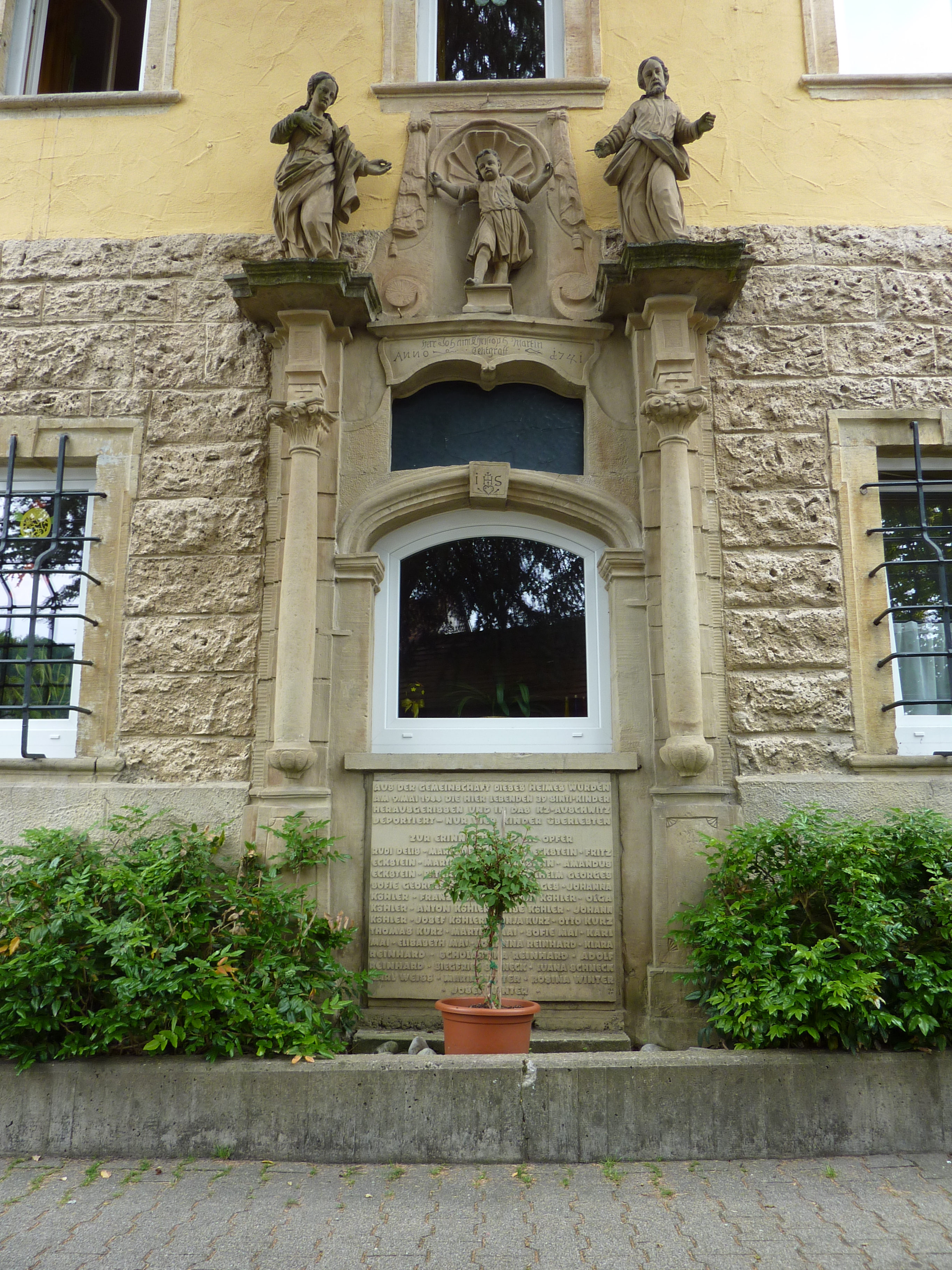
Gedenktafel unter einem Fenster der Josefspflege

Die Sinti-Kinder von Mulfingen waren Kinder aus Sinti-Familien, die bis 1944 im katholischen Kinderheim St. Josefspflege in Mulfingen lebten und dann fast alle nach Auschwitz deportiert wurden.

## Von Mulfingen nach Auschwitz
Schulpflichtige Sinti-Kinder aus Württemberg, bei denen Heimerziehung angeordnet worden war oder deren Eltern bereits aufgrund des Zigeuner-Erlasses in Konzentrationslager deportiert worden waren, wurden seit 1938 in der St. Josefspflege in Mulfingen erzogen. Als „Zigeuner“ oder „Zigeunermischlinge“ dienten sie 1943 Eva Justin als Probanden für ihre Doktorarbeit über die Lebensschicksale artfremd erzogener Zigeunerkinder und ihrer Nachkommen. Dadurch blieben sie bis zum Frühjahr 1944 vor dem Abtransport in ein Konzentrationslager verschont. Eva Justin kam in ihrer Dissertation zu dem Schluss, dass eine Unfruchtbarmachung derartiger Kinder angezeigt sei: „Erziehen wir einen Zigeuner, […] so bleibt er infolge seiner mangelhaften Anpassungsfähigkeit in der Regel doch mehr oder weniger asozial. Alle Erziehungsmaßnahmen für Zigeuner und Zigeunermischlinge einschließlich jeder Form der Fürsorgeerziehung sollten daher aufhören […] Alle deutscherzogene [sic!] Zigeuner und Zigeunermischlinge 1. Grades […] sollen daher in der Regel unfruchtbar gemacht werden.“

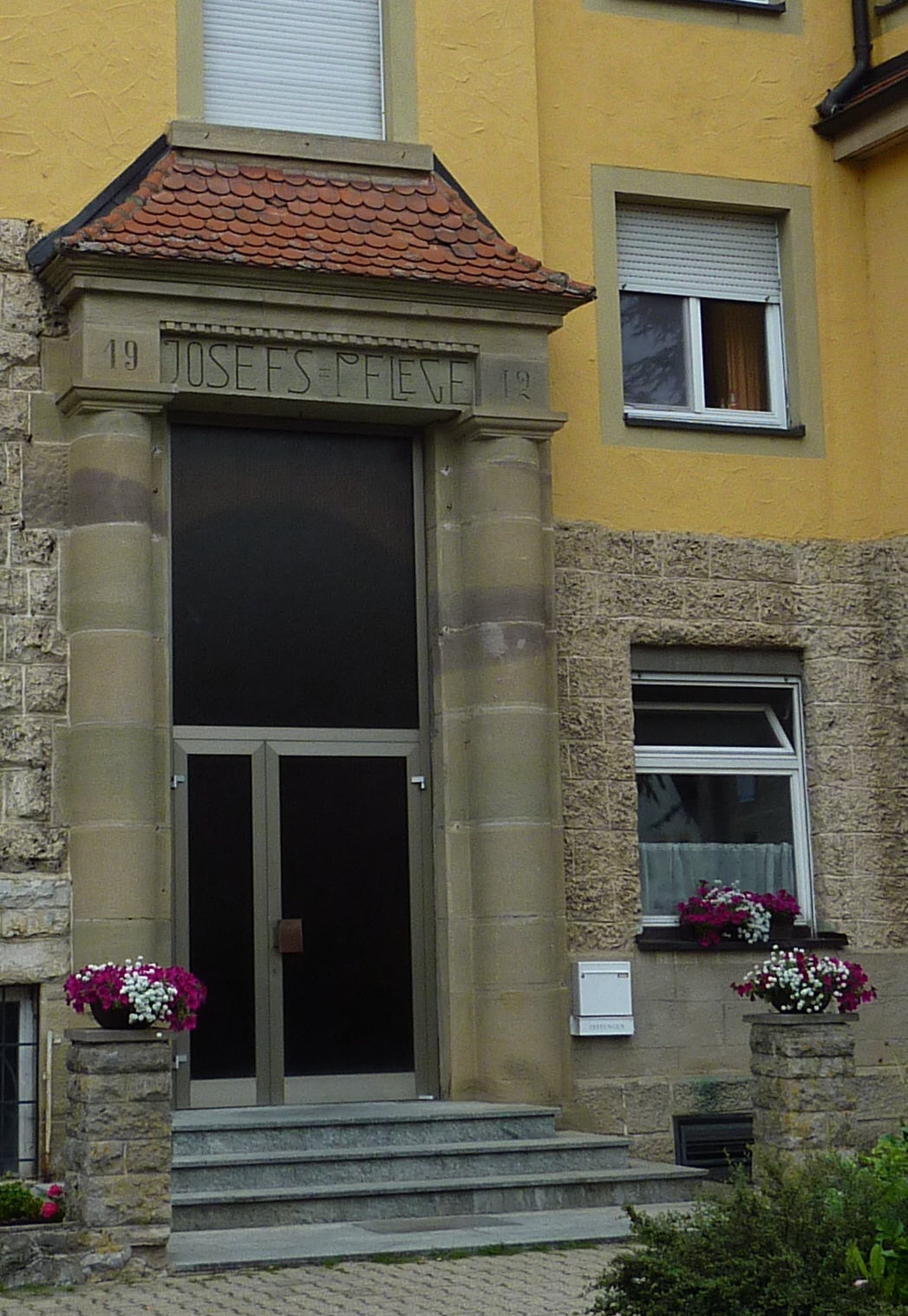
Eingangstür der Josefspflege

Nachdem Justin ihre Doktorarbeit beendet und eingereicht hatte, wurden die Sinti-Kinder aus den Kinderheimen in Mulfingen, Hürbel und Baindt für die Aufnahme im „Zigeunerlager Auschwitz“ in Auschwitz-Birkenau erfasst. Einigen Kindern wurde noch die Notkommunion verabreicht, ehe sie abtransportiert wurden. Am 9. Mai 1944 wurden die meisten dieser Kinder unter dem Vorwand, es gehe auf einen Ausflug, in einem Bus zunächst nach Künzelsau gefahren; schon vorher hatte der für das Heim zuständige Pfarrer Volz beim Caritasverband um rasche Zuweisung neuer Kinder für seine nach dem Abtransport der Sinti-Kinder unterbelegte Institution gebeten.
Da den älteren Mädchen und Jungen durch das Erscheinen der begleitenden Polizisten bereits klar geworden war, wohin die Fahrt ging, brach schon auf dem Hof der Josefspflege beim Einsteigen in den Bus eine Panik aus, woraufhin zur Beruhigung der Kinder die Lehrerin Johanna Nägele und die Schwester-Oberin Eytichia auf dem ersten Teil der Strecke mitfuhren. Auf dem Bahnhof von Künzelsau mussten die Kinder zunächst längere Zeit, von den Polizisten bewacht, auf den Waggon warten, in den sie dann verladen wurden. Sie erhielten die Anweisung, sich an den Bahnhöfen von den Fenstern des Wagens fernzuhalten. In Crailsheim wurde der Transport von Waffen-SS-Männern übernommen und der Wagen mit den Kindern an einen Zug nach Auschwitz angekuppelt. Dort stieß auch Adolf Scheufele, der Leiter der „Dienststelle für Zigeunerfragen“ bei der Kriminalpolizeileitstelle Stuttgart, der die „Deportation“ der Kinder unter sich hatte, dazu, und eine Kriminalassistentin begleitete die Kinder hinfort zusammen mit der Wachmannschaft. Die Fahrt, die öfter von Luftangriffen unterbrochen wurde, dauerte drei Tage; in Dresden stand der Wagen während eines Bombenangriffs ungeschützt auf einem Abstellgleis.
Am 12. Mai 1944, zur Zeit des bereits in Auflösung stehenden Zigeuner-Familienlagers Auschwitz, kam der Transport an. Dieses lag im Lagerabschnitt B II e. Dort trafen die Kinder weitere Sinti-Kinder wieder, die ebenfalls in Mulfingen gelebt hatten, aber schon früher deportiert worden waren. Die Kinder kamen zunächst in den Block 16, blieben dort nur ungefähr 14 Tage zusammen, danach kamen die unter Vierzehnjährigen in den „Kinderblock“ bzw. „Waisenblock“. Bei einer Selektion in Auschwitz wurden nur vier ältere Kinder als Arbeitskräfte aussortiert, drei Mädchen und ein Junge (Amalie Schaich, geb. Reinhardt, Luise Würges, geb. Mai, Rosa Georges und Andreas Reinhardt). Sie kamen in die Konzentrationslager Buchenwald und Ravensbrück. Die übrigen Mulfinger Sinti-Kinder wurden zum Teil noch von Josef Mengele für medizinische Experimente missbraucht und dann in der Nacht zum 3. August 1944 vergast.

## Gedenkstätten und Gedenkkultur

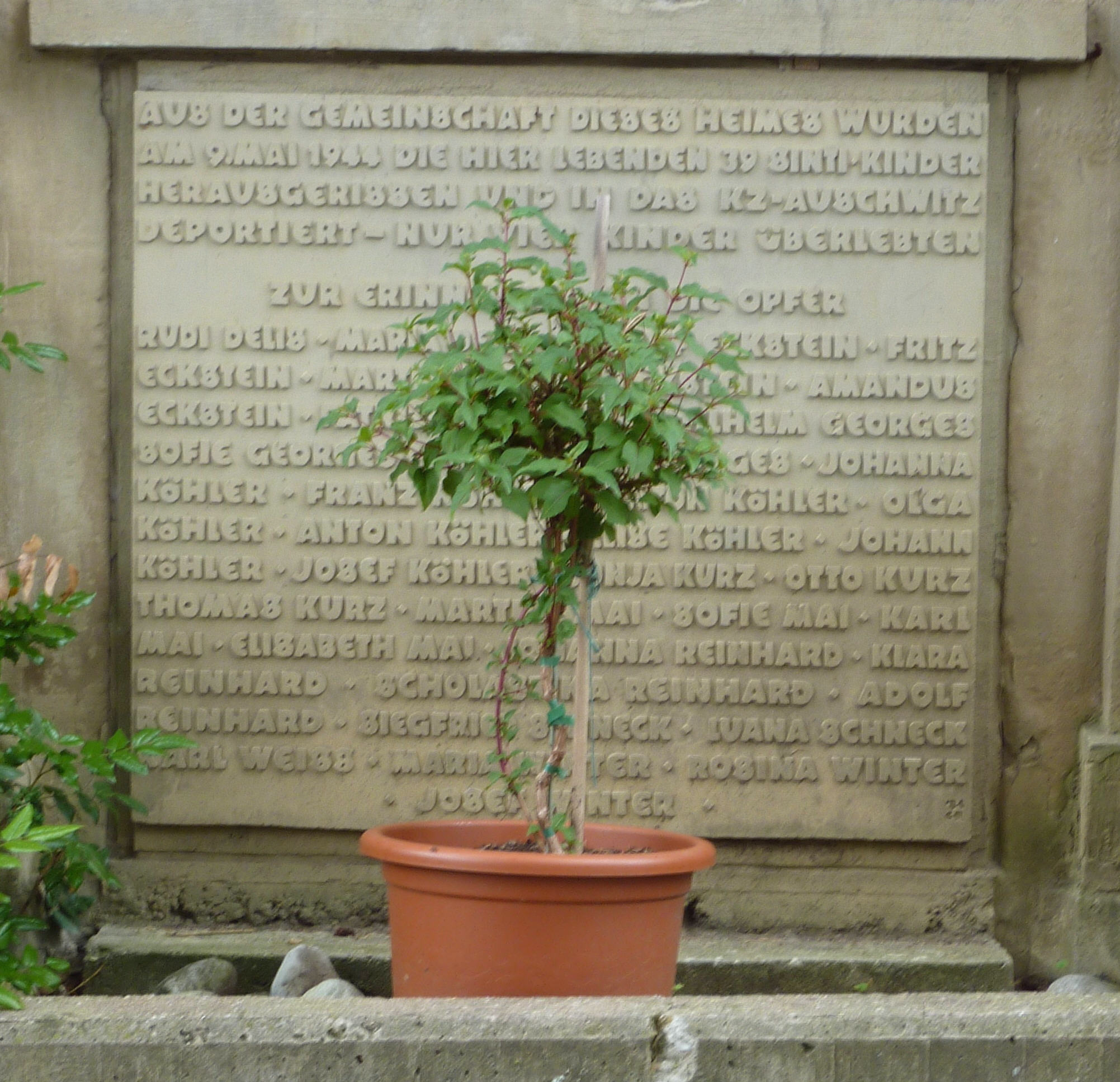
Die Gedenktafel in Mulfingen

An der St. Josefspflege in Mulfingen befindet sich seit 1984 eine Gedenktafel, die an die Sinti-Kinder aus dem Heim erinnert. Sie trägt den Text:

Aus der Gemeinschaft dieses Heimes wurden

am 9. Mai 1944 die hier lebenden 39 Sinti-Kinder

herausgerissen und in das KZ Auschwitz deportiert – nur vier Kinder überlebten

Zur Erinnerung an die Opfer

Rudi Delis * Maria Delis * Rudolf Eckstein * Fritz

Eckstein * Martin (Markus) Eckstein * Amandus

Eckstein * Patrizka Georges * Wilhelm Georges *

Sofie Georges * Ferdinand Georges * Johanna

Köhler * Franz Köhler * Anton Köhler * Olga

Köhler * Anton Köhler * Elise Köhler * Johann

Köhler * Josef Köhler * Sonja Kurz * Otto Kurz *

Thomas Kurz * Martha Mai * Sofie Mai * Karl

Mai * Elisabeth Mai * Johanna Reinhard * Klara

Reinhard * Scholastika Reinhard * Adolf

Reinhard * Siegfried Schneck * Luana Schneck *

Karl Weiss * Maria Winter * Rosina Winter *

Josef Winter
Ein Denkmal für die Mulfinger Kinder schuf Wolfram Isele; es befindet sich seit 2000 im Foyer des Jugendamts in der Wilhelmstraße 3 in Stuttgart. Das Denkmal zeigt 39 Aktenordner, die die Schicksale der 39 deportierten Kinder symbolisieren sollen. Für die Geschwister Kurz aus Bad Cannstatt wurden Stolpersteine vor deren ehemaliger Wohnstatt in der Badergasse verlegt.

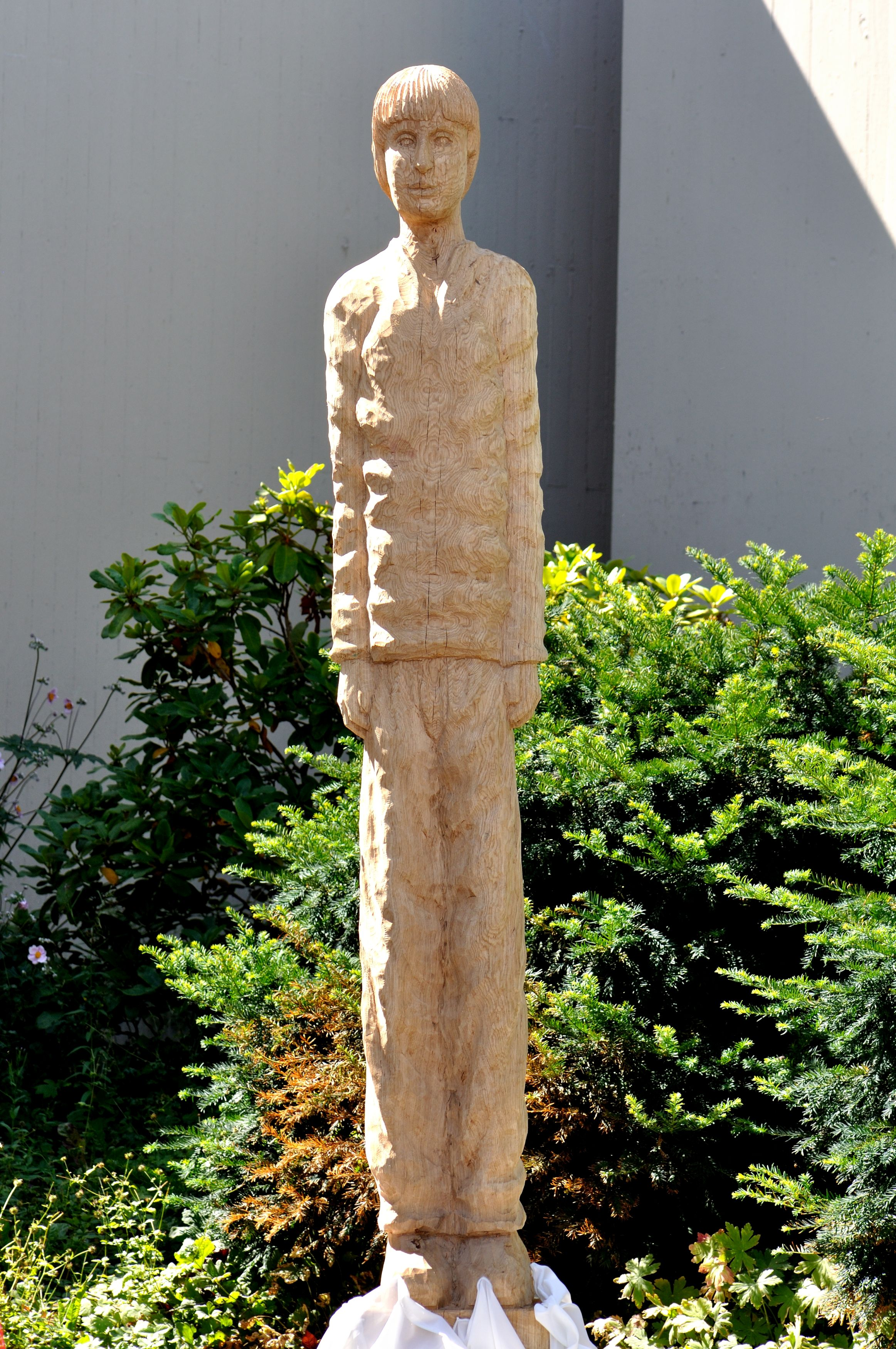
Anton Köhler, Sinto, geboren 1932 in Nürtingen, ermordet 1944 in Auschwitz-Birkenau, Bildhauer: Robert Koenig, Projekt Odyssey

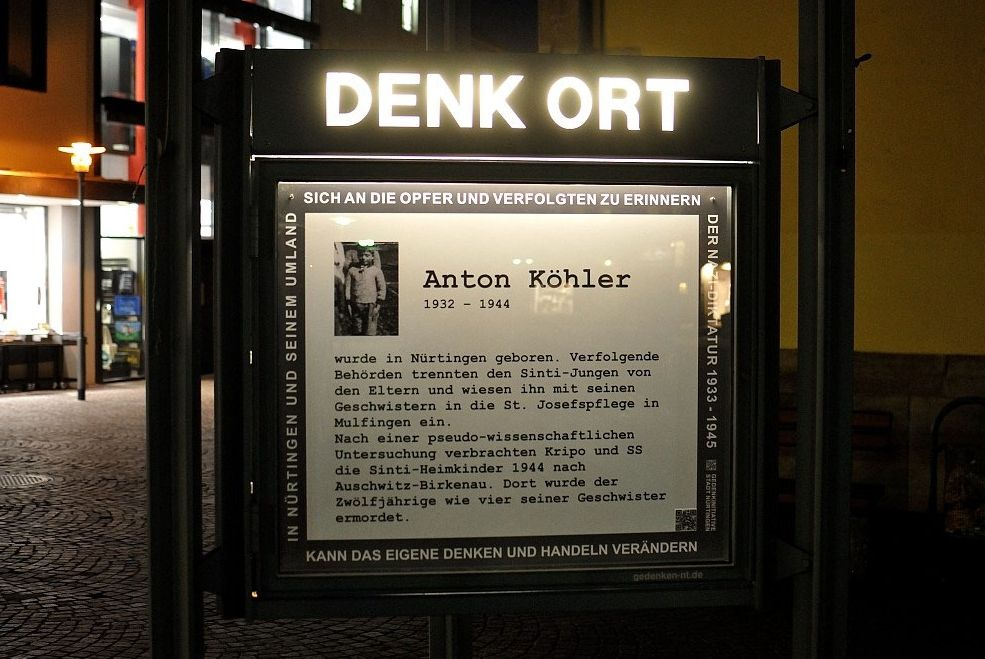
Erinnerung an Anton Köhler im Rahmen des „Denk Orts“ in Nürtingen

In Nürtingen wurde am 26. Juli 2015 eine Holzskulptur zur Erinnerung an den in Nürtingen geborenen Anton Köhler feierlich enthüllt. Darüber hinaus steht die Holzfigur als „Wächter der Erinnerung“ stellvertretend für die Opfer und Leidtragenden des Nationalsozialismus in Nürtingen. Die überlebensgroße Holzskulptur des britischen Bildhauers Robert Koenig, die im Rahmen des Projektes Odyssey entstand, zeigt Anton Köhler im fiktiven Alter von 21 Jahren. Anton Köhler selber wurde im Alter von 12 Jahren in Auschwitz-Birkenau ermordet. Auch im Nürtinger „Denk Ort“ wird – abwechselnd mit Kurzbiografien anderer Opfern und Leidtragenden des Nationalsozialismus in Nürtingen und Umgebung – das Schicksal Anton Köhlers präsentiert. Verweise leiten dort auf breitere Darstellungen auf der Webseite der Nürtinger Gedenkinitiative. Robert Reinhardt textete zum Schicksal von Anton Köhler und den anderen Sintikindern und Romakindern, die in Auschwitz-Birkenau ermordet wurden, das Lied Miro Si rowela auf Sinti-Romanes und Deutsch und sang es ein. Dieses Lied wurde anlässlich einer Ehrung im Nürtinger Rathaus erstmals der Öffentlichkeit präsentiert.

## Überlebende
Außer den vier Kindern, die in Auschwitz zum Arbeitseinsatz aussortiert wurden, überlebten noch einige ältere Geschwister der Mulfinger Heimkinder den Porajmos, so etwa Waltraud Köhler – eine ältere Schwester des oben erwähnten Anton Köhler, Alois Winter, Emil Reinhardt und Wilhelm Eckstein. Nach der Schulentlassung pflegten sich die Landwirte der Umgebung unter den Heimkindern der Josefspflege ihre künftigen Mägde und Knechte auszuwählen. Ehemalige Pfleglinge des Kinderheims entkamen so dem Schicksal der Deportation, weil sie nicht mehr auf den Listen der Josefspflege geführt wurden. Emil Reinhardt etwa arbeitete bereits als Knecht. Als er seinen jüngeren Geschwistern in der Josefspflege Lebensmittel bringen wollte, wurde er von der Polizei abgefangen und so brutal geohrfeigt, dass er dadurch sein Gehör verlor. Emil Reinhardt versteckte sich bis zum Ende des Dritten Reichs und konnte so überleben.
Einen Sonderfall stellte ein 1934 geborenes Mädchen namens Angela dar, das in den Listen des Heims unter dem Namen seiner leiblichen Mutter, Schwarz, geführt wurde, bei den Behörden aber unter dem Namen seines Vaters, Reinhardt. Dadurch erschien es nicht auf der Liste der Kinder, die im Mai 1944 abtransportiert werden sollten. Die Zehnjährige wurde, wohl auch durch die Ohrfeige einer Ordensschwester der St. Josefspflege, gerettet, die sie nach oben schickte und so verhinderte, dass das Mädchen mit in den Bus einstieg und den „Ausflug“ mitmachte. Angela Reinhardt wurde später zur Hauptperson der dokumentarischen Erzählung Auf Wiedersehen im Himmel von Michail Krausnick. Unter dem gleichen Titel wurde auch ein Film über die Mulfinger Sinti-Kinder produziert, in dem Eva Justins Originalaufnahmen aus Mulfingen sowie Interviews mit Überlebenden zu sehen sind.

## Täter
Eva Justin, Dr. Rolf Ritter und der Kriminalbeamte Adolf Scheufele „setzen ihre Karrieren nach der NS-Zeit fort, teils waren sie wieder für so genannte ‚Zigeunerfragen’ zuständig, Adolf Scheufele sogar wieder bei der Kripo Stuttgart.“ In dem auf Romanes gesungenen Lied Miro Si rowela prangert Robert Reinhardt in einem Sprechtext auf Deutsch namentlich „Schuldige an diesem Massenmord“ an und beklagt, dass sie „nie zur Rechenschaft gezogen“ wurden.